# ISO 3166-2:GW
ISO 3166-2:GW est l'entrée pour la Guinée-Bissau dans l'ISO 3166-2, qui fait partie du standard ISO 3166, publié par l'Organisation internationale de normalisation (ISO), et qui définit des codes pour les noms des principales administration territoriales (e.g. provinces ou États fédérés) pour tous les pays ayant un code ISO 3166-1.

## Province (3)
Le premier niveau a été ajouté en 2010
```
GM-M
 Leste

GM-N
 Norte

GM-S
 Sul 
```

## Région et secteur autonome (9)
Les noms des subdivisions sont listés selon l'usage de la norme ISO 3166-2, publiée par l'agence de maintenance de l'ISO 3166.
| Code  | Nom (en portugais) | Catégorie        | Province |
| ----- | ------------------ | ---------------- | -------- |
| GW-BS | Bissau / SAB       | Secteur autonome | —        |
| GW-BA | Bafatá             | Région           | L        |
| GW-BM | Biombo             | Région           | N        |
| GW-BL | Bolama / Bijagós   | Région           | S        |
| GW-CA | Cacheu             | Région           | N        |
| GW-GA | Gabú               | Région           | L        |
| GW-OI | Oio                | Région           | N        |
| GW-QU | Quinara            | Région           | S        |
| GW-TO | Tombali            | Région           | S        |

## Historique
Historique des changements
- 19 février 2010 : Ajout du préfixe au premier niveau
- 24 novembre 2020 : Modification du nom de la subdivision de GW-BL; Ajout d’une variation locale pour GW-BS; Mise à jour de la Liste Source